# Na příkopě
La rue Na příkopě, en allemand Graben, littéralement sur le fossé, également de manière informelle rue Na Příkopě, Na Příkopech ou Příkopy, est une voie de Prague.

## Situation et accès
Cette rue du centre de Prague, en République Tchèque, relie la Place Venceslas à la Place de la République et sépare la Vieille Ville de la Nouvelle Ville, fondée au XIVe siècle. 

## Historique
La rue Na Příkopě mène sur le site de l'ancien fossé de 1234 de 10 mètres de large et de 8 mètres de profondeur qui longeait les remparts médiévaux de la vieille ville. L'eau coulait directement de la rivière Vltava et, lorsque le fossé fut comblé, la vieille ville forma une île fermée. Le fossé a été recouvert en 1760. Après avoir été recouvert, des châtaigniers y ont été plantés et la rue a été nommée Ve starých alejích (Dans les vieilles ruelles). En 1845-1870, la rue s'appelait Kolowratská třída et porte depuis 1871 le nom de Na Příkopě.
Parce que c’était l’une des rares rues très larges de Prague, elle est rapidement devenue une artère de la circulation. Depuis 1875, la première ligne du tramway à cheval de Prague a été menée ici, électrifiée depuis 1899. En 1919, Můstek est devenue la première intersection de Prague contrôlée par un agent de la circulation. En 1927, elle a été la deuxième intersection de la ville à être dotée de signalisation lumineuse  (la première étant l'intersection Hybernská-Dlážděná-Havlíčkova).
Dans les années 1960, les embouteillages la détérioraient. Cependant, en 1978, la station de métro fut ouverte à Můstek et la ligne B la suivit depuis 1985 sur presque toute sa longueur jusqu'à la place de la République. Une ligne de tramway presque centenaire a été annulée en 1985 et la rue urbaine très animée est devenue une zone piétonne. De nombreux nouveaux magasins sont apparus dans la rue et c'est devenu un centre d'affaires important et de promenade à Prague.

## Bâtiments remarquables et lieux de mémoire
C'est un lieu comportant des bâtiments représentatifs, comme le siège de la Banque Nationale tchèque, de vieux palais et des boutiques de luxe. Na příkopě est la rue la plus chère de Prague : en 2017, avec un loyer d'un montant de 2 640 euros (67 480 CZK) par mètre carré et par an, elle est classée à la 22e place parmi les rues commerçantes les plus chères du monde.

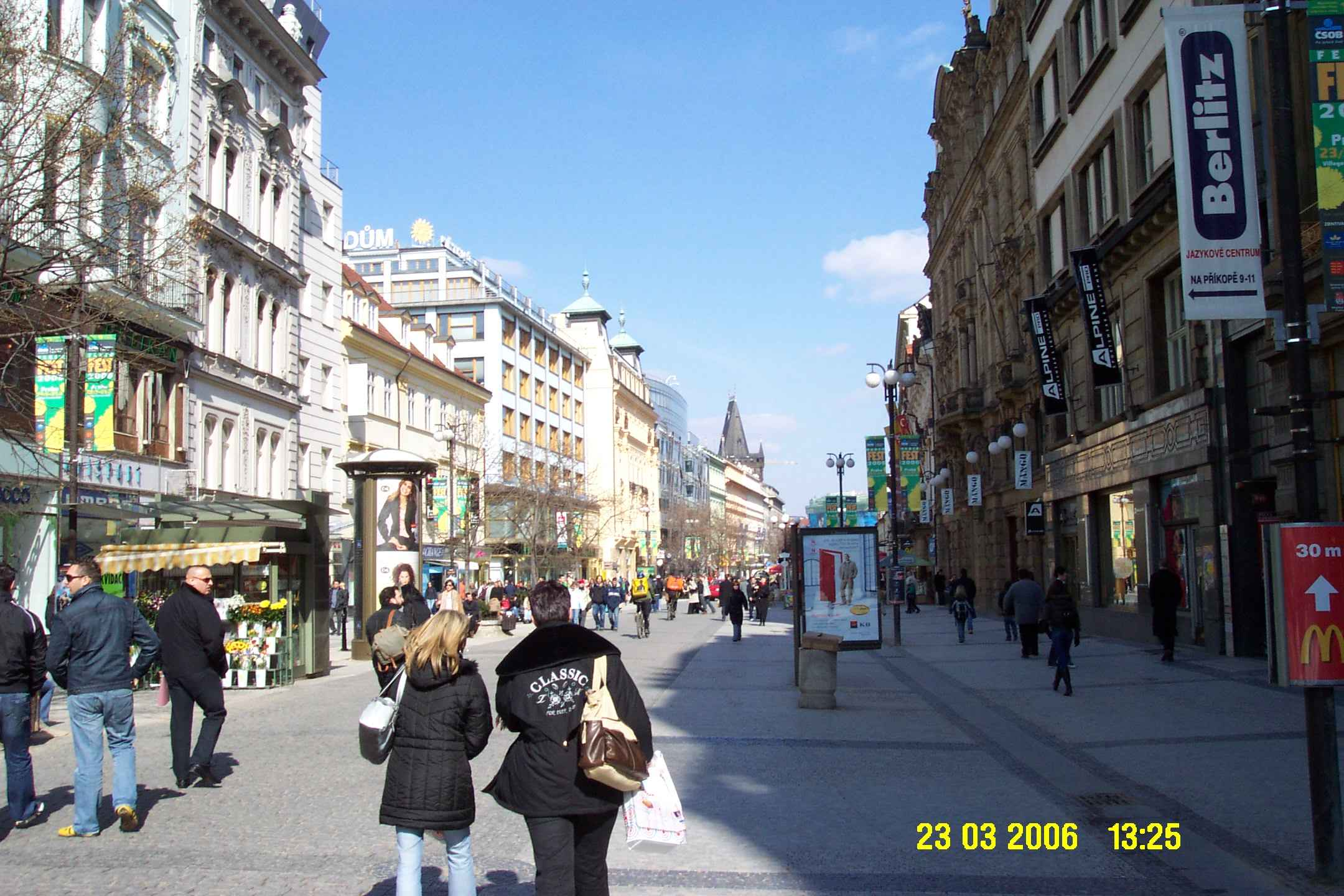
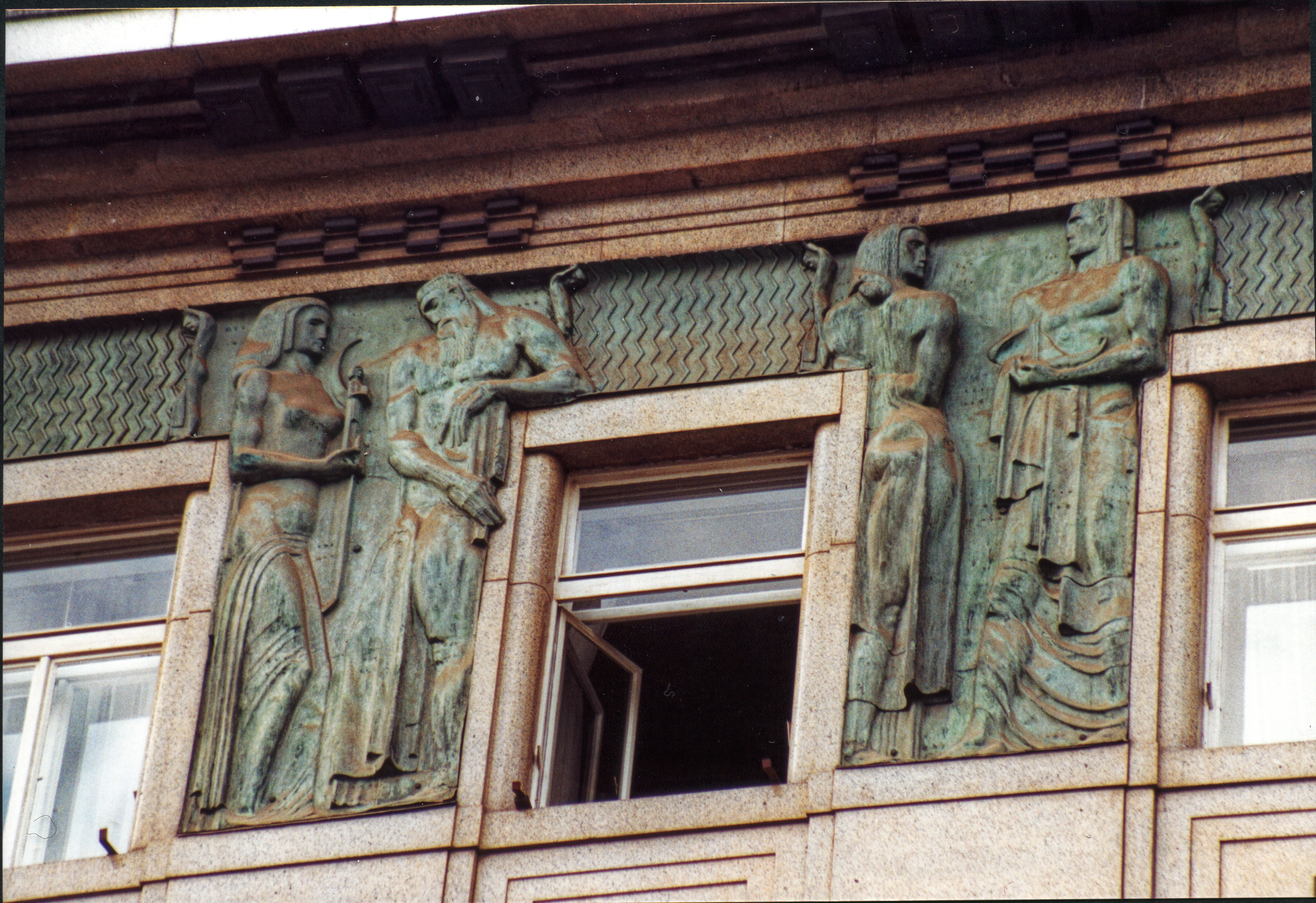
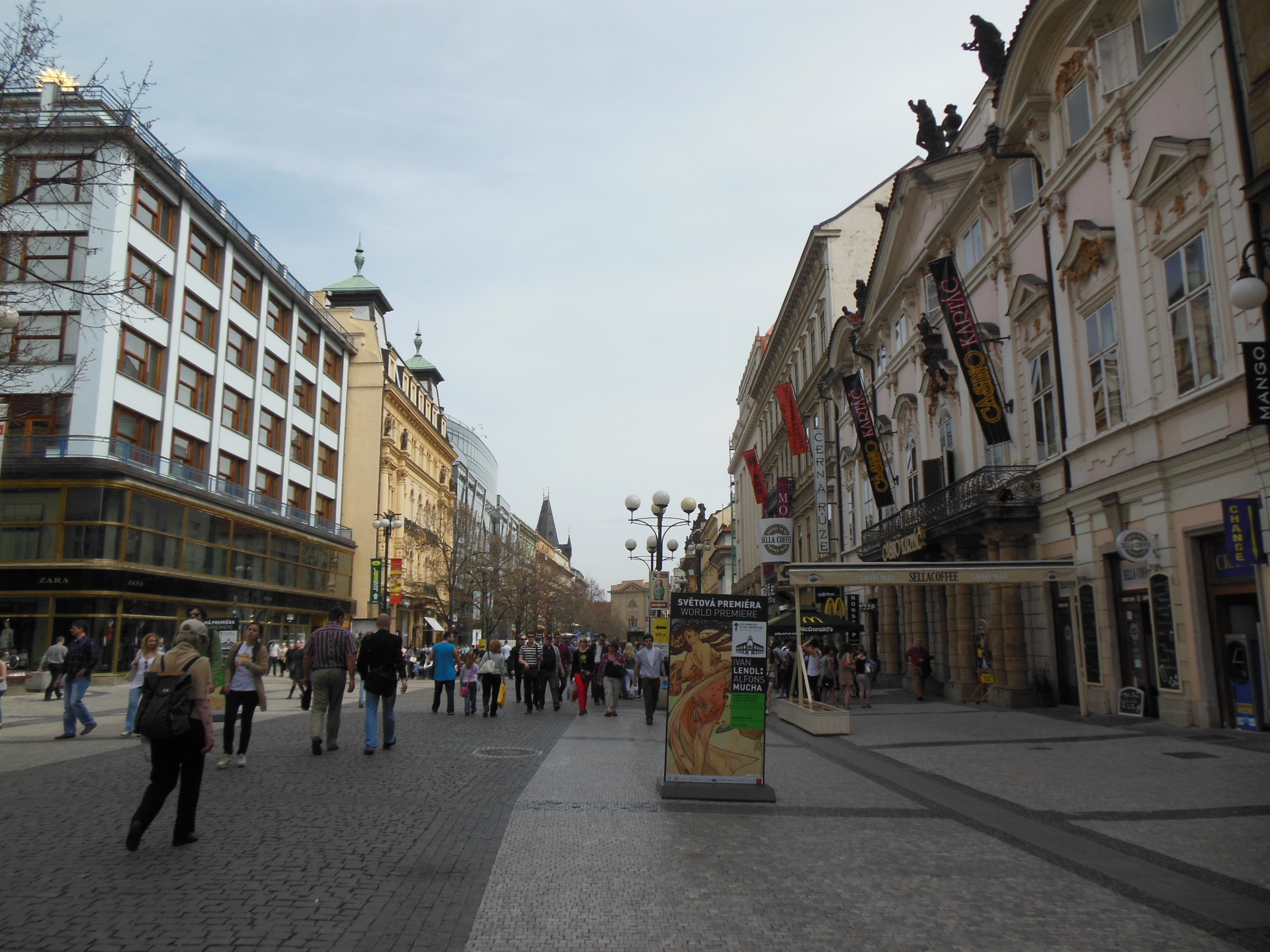
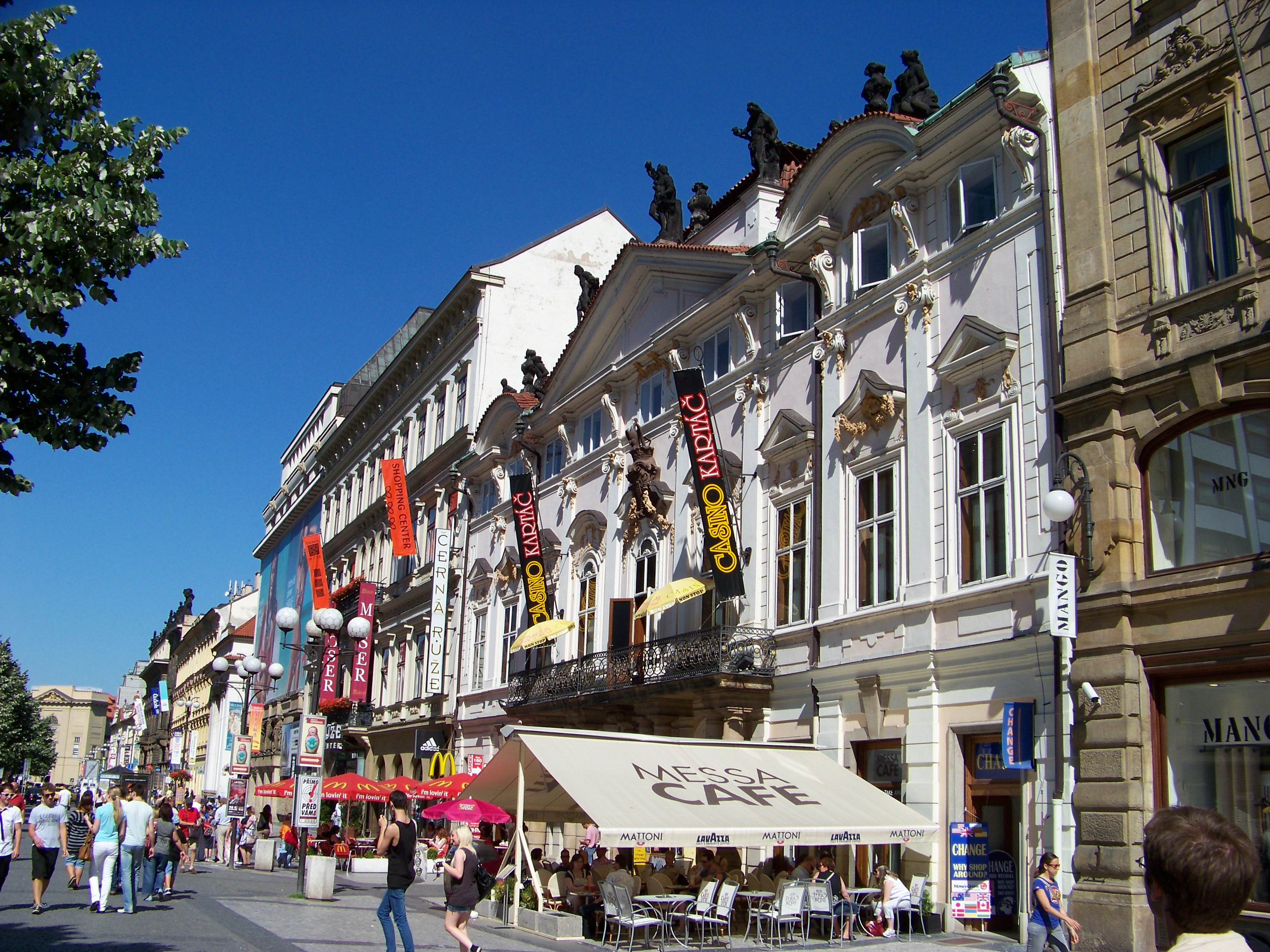
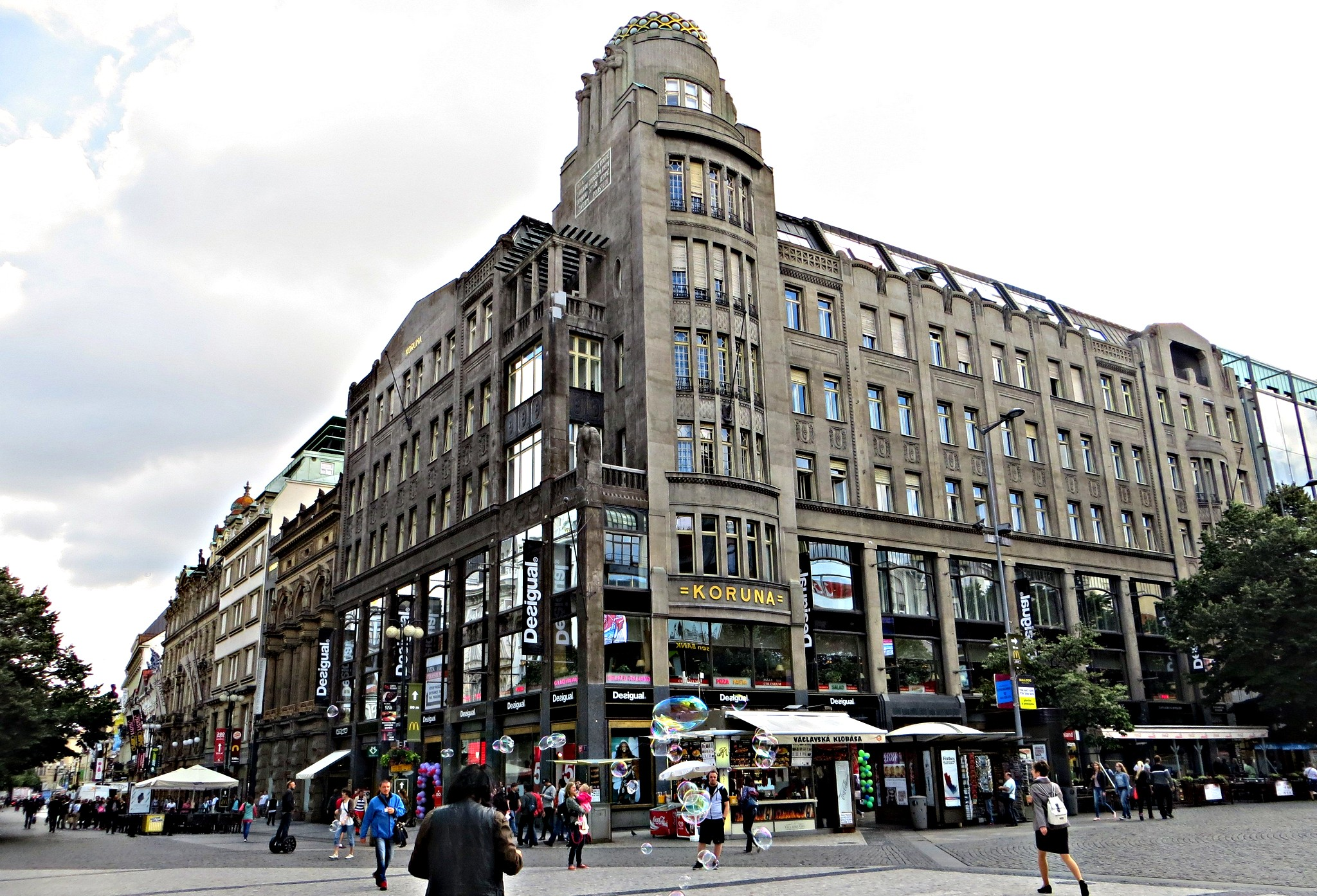
Le palais Koruna.
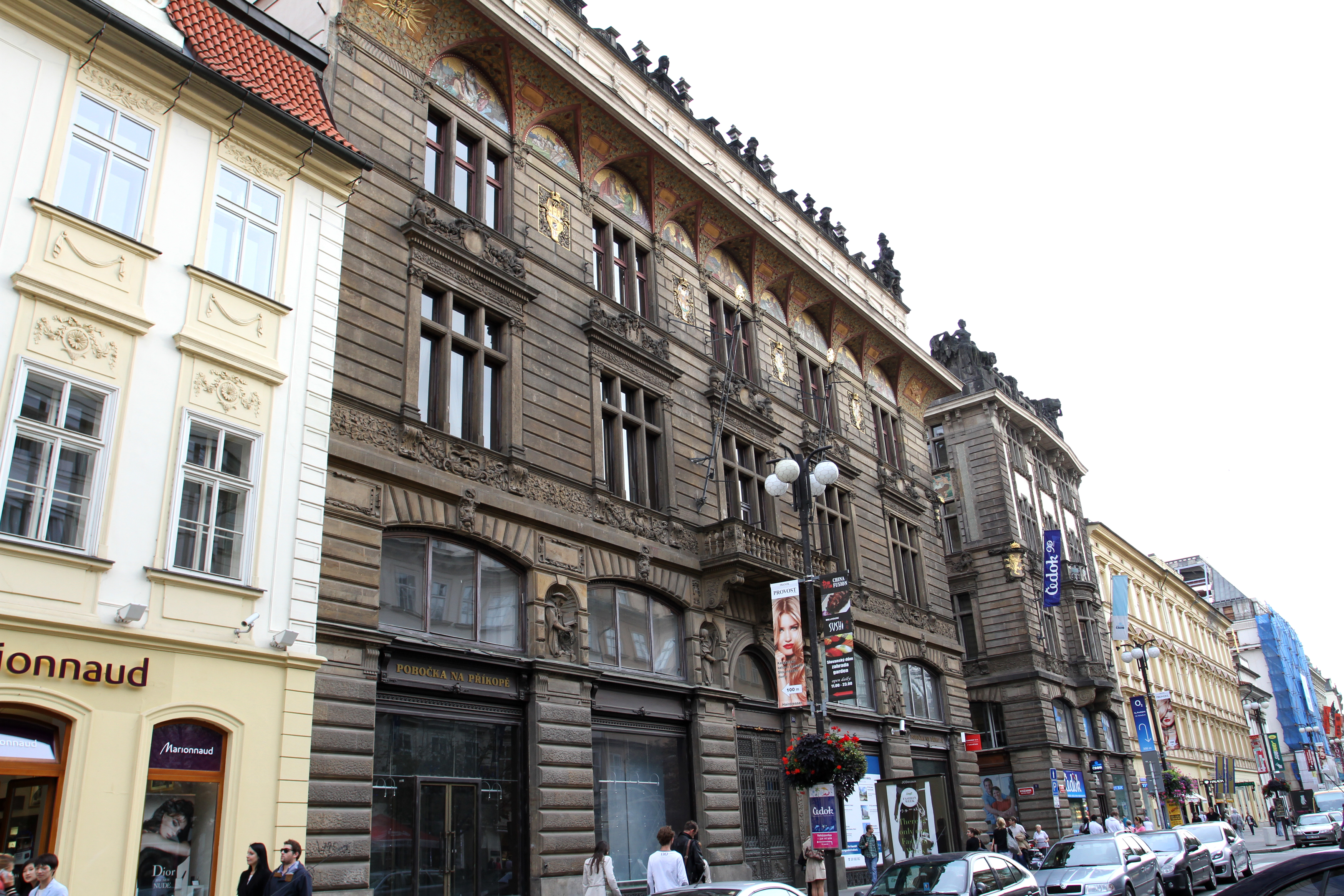